# Мен і Луара
Мен і Луа́ра (фр. Maine-et-Loire) — департамент на заході Франції, один з департаментів регіону Пеї-де-ла-Луар. Порядковий номер 49.
Адміністративний центр — Анже. Населення — 732,9 тис. (26-е місце серед департаментів, дані 1999 р.).

## Географія
Площа території 7166 км². Департамент розташований в долині річки Луари.
Департамент має різноманітний ландшафт, із зарослими лісом рядами горбів на півдні і півночі, відокремленими долиною Луари. Найвища точка — Коллін де Гард фр. Colline des Gardes (210м).
Департамент включає 4 округи, 41 кантон і 363 комуни.

## Історія
Мен і Луара — один з перших департаментів, утворених в час Великої французької революції в березні 1790 р. Виник на території колишньої провінції Анжу. Назва походить від річок Мен і Луара.